# Juri Ossipowitsch Dombrowski

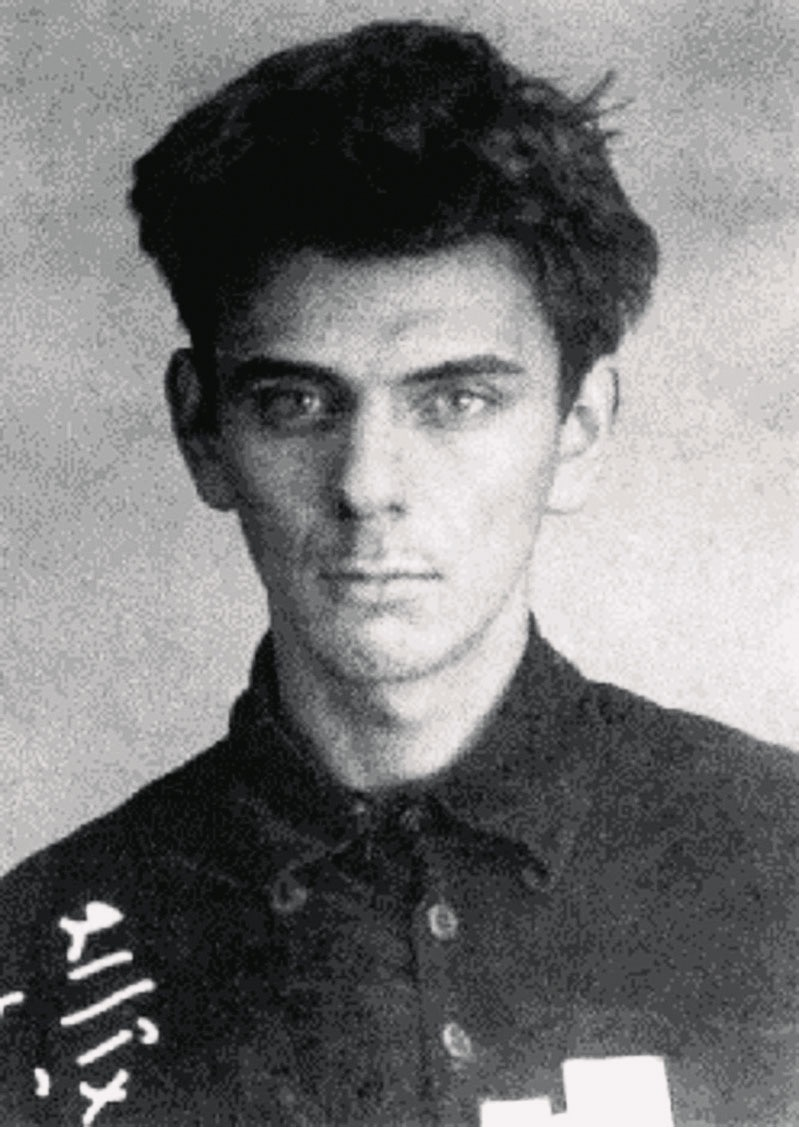
Juri Ossipowitsch Dombrowski

Juri Ossipowitsch Dombrowski (russisch Юрий Осипович Домбровский; * 12. Mai 1909 in Moskau; † 29. Mai 1978 ebenda) war ein sowjetischer Schriftsteller.
Während der Herrschaft Stalins wurde er viermal verhaftet und in die Verbannung geschickt. Nach den zwei ersten Verhaftungen 1933 und 1936 gelangte er nach Alma-Ata, der damaligen Hauptstadt Kasachstans. Nach der dritten Verhaftung 1939 wurde er in ein Lager in der Kolyma-Region geschickt, das er 1943 aufgrund von Invalidität verlassen konnte. Erneut verhaftet wurde er 1949 nach einem Strafprozess, bei dem die Aussage der Journalistin Irina Strelkowa eine Schlüsselrolle spielte. Dombrowski gelangte als Gefangener ins OserLag in Sibirien. 1956 wurde er rehabilitiert und durfte nach Moskau zurückkehren.
Sein Roman Der Hüter der Altertümer spielt in Alma-Ata, wo Dombrowski während seiner Verbannung in den 1930er Jahren als Lehrer lebte. Der Roman Die Fakultät unnützer Dinge, ebenfalls in Alma-Ata angesiedelt, erschien zuerst 1978 in Frankreich, woraufhin Dombrowski auf der Straße zusammengeschlagen wurde und an den Folgen des politisch motivierten Überfalls starb. 1989 und 1990 erschien der Roman in der Sowjetunion bei verschiedenen Verlagen in einer Auflagenhöhe von 900.000 Exemplaren.

## Werke (in deutscher Übersetzung)
- Die dunkle Lady. Novellen, Verlag Volk und Welt Spektrum, Berlin 1980
- Die Fakultät unnützer Dinge. Roman, Suhrkamp, Frankfurt am Main 1990
- Der Hüter der Altertümer. Roman, Claassen, Hildesheim 1997